# روبرتو جوميز
روبرتو جوميز هو لاعب بلياردو أمريكي ‏ فلبيني، ولد في 5 أكتوبر 1978 في مدينة زامبوانجا في الفلبين.